# یاروسلاف راکیتسکیف
یاروسلاف راکیتسکیف (به اوکراینی: Yaroslav Rakitskiy) (زاده ۳ آگوست ۱۹۸۹) بازیکن فوتبال اهل کشور اوکراین است.
وی سابقه ۱۸ بازی ملی برای تیم ملی فوتبال اوکراین در کارنامه دارد، همچنین پست تخصصی او مدافع است.